# N-627
La N-627 es una carretera nacional que une la ciudad española de Burgos con la de Aguilar de Campoo. Comparte trazado con la N-623 desde su inicio, bifurcándose a la altura de San Martín de Ubierna.
Heredó el trazado de la antigua carretera Burgos - Aguilar, denominada BU-622, ya que en los años 1990 se transformó en la carretera nacional actual. Esto se debió a un aumento del tráfico, ya que se convirtió en una opción más para ir de Burgos a Santander.
Actualmente, se encuentra en construcción la A-73, una autovía que discurrirá paralela a la nacional actual.

## Historia

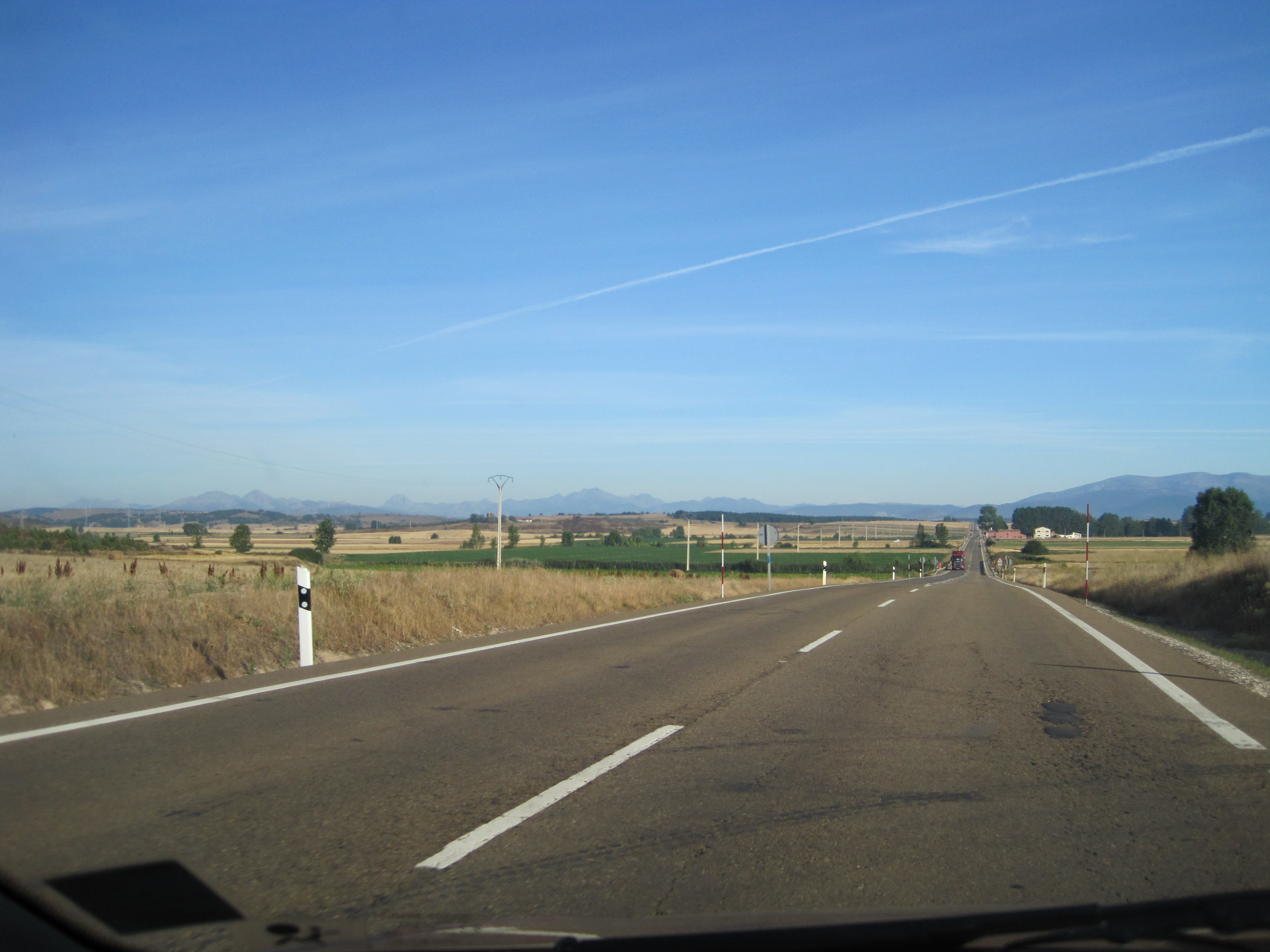
Una larga recta une la nacional con Aguilar de Campoo.

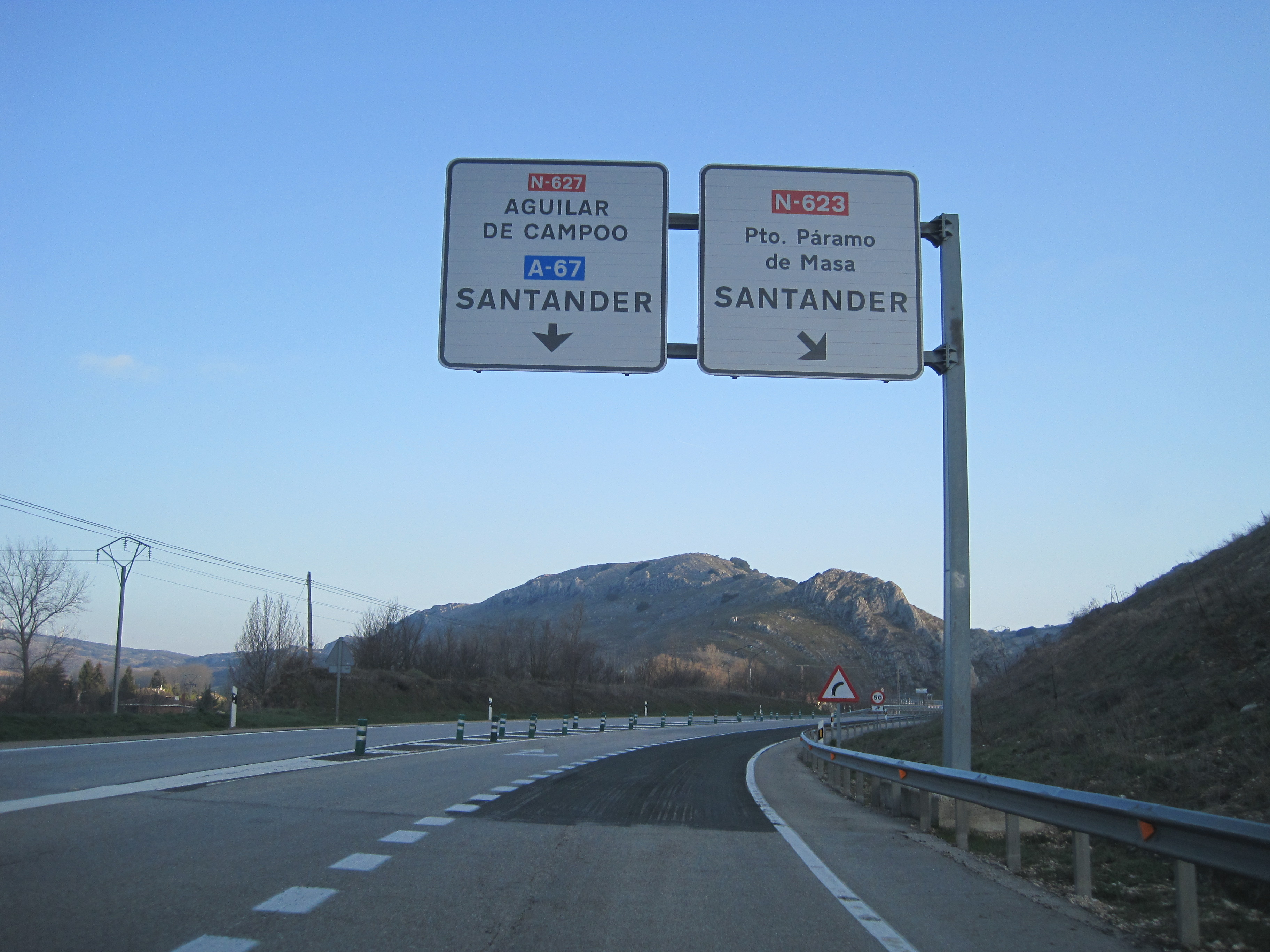
Bifurcación de las carreteras N-623 y N-627, a la altura de San Martín de Ubierna.

Se trata de una carretera que surgió a partir de una comarcal ya existente. Dicha comarcal se basaba en el antiguo Camino Real de Burgos a Reinosa de 1752. Debido al aumento de tráfico que experimentó en la década de 1980, se realizaron variantes y nuevo trazado en parte del recorrido. Las obras comenzaron en 1990 y terminaron en 1992, año en que se abrió al tráfico.

## Características
Tiene una longitud total de unos 80km. Posee un único túnel, en la variante de la localidad de Ubierna.
Su trazado atraviesa diversas zonas orográficas. Sale de Burgos atravesando el valle del Ubierna, hasta llegar a Ubierna, dónde comienza una zona rocosa y de monte bajo. Después baja hasta un recorrido natural llano que acaba en Aguilar de Campoo.

## Localidades que atraviesa
Provincia de Burgos
- Montorio.
- La Piedra.
- Fuente Úrbel
- Pedrosa de Valdelucio.
- Basconcillos del Tozo.

Provincia de Palencia
- Aguilar de Campoo.

## Mejoras
En verano de 2010, se realizaron obras de mejora en algunos de sus tramos, como el comprendido entre Ubierna y Montorio. La actuación consistió en un ensanche de plataforma, rehabilitación y refuerzo de firme, limpieza y acondicionamiento de drenaje de cuentas, cambios en bionda y ampliaciones, además de cambios de cartelería y marcas viales. Se incluyeron algunos reperaltados, además de pequeñas mejoras en isletas de cruces.
En 2011, se realizaron labores varias de mantenimiento importantes, como trabajos de desbroce, fresados y reposición del firme, limpieza de cunetas, y en general, todas las labores de conservación ordinaria de las vías a su cargo.
En 2012, también se realizaron labores de mantenimiento y conservación en la zona de conexión con la A-67.